# Tréhorenteuc
 Tréhorenteuc  (en bretón Trec'horanteg) es una población y comuna francesa, situada en la región de Bretaña, departamento de Morbihan, en el distrito de Vannes y cantón de Mauron.

## Demografía
| 157 | 142 | 110 | 109 | 126 | 117 |
| Para los censos de 1962 a 1999 la población legal corresponde a la población sin duplicidades (Fuente: INSEE [Consultar]) |     |     |     |     |     |